# 도요다 데이지로
도요다 데이지로(일본어: 豊田貞次郎, とよだ ていじろう 토요다 테이지로[*], 1885년 8월 7일~1961년 11월 21일)는 일본의 해군 군인, 기업인, 외교관이다. 그는 태평양 전쟁 발발 직전에 외무대신을 지냈고, 일본의 제2차 세계 대전 참전을 막으려 한 것으로 유명하다. 종2위 훈1등.

## 초기 이력
데이지로는 와카야마현에서 기이 다나베번사 출신의 도요다 신타로의 차남으로 태어났다. 그는 도쿄 외국어 학교에서 영어를 공부했고, 이어 일본 해군병학교에 입학하여 1905년에 동기생 171명중에서 수석으로 졸업했다. 이후 여러 함선에서 근무하고, 포술과 어뢰전술 교육 과정을 마쳤다. 이후 일본 해군대학교의 을종과정을 수료하고, 영국으로 유학을 떠나 옥스퍼드 대학교에서 2년 반동안을 공부하고 1914년에 귀국하였다.

## 제1차 세계대전
일본에 돌아온 이후, 제4전대의 전함인 히에이의 참모가 되었다. 제1차 세계대전이 발발하자, 독일은 무제한 잠수함 작전을 개시하여 연합국의 항구에 들어온 모든 배를 격침시키기 시작했다. 영국은 영일동맹에 의거하여 일본에게 호위를 담당할 해군함선을 요청했고, 1917년에 일본 제국 해군의 제4전대가 파견되었다. 도요다도 이 작전에 참가하였고, 오스트레일리아와 뉴질랜드의 해상방위를 담당하였다.
이후 해군대학교의 갑종과정에 들어가서 2년후 다시 수석으로 졸업했다. 졸업과 함께 1920년에 중좌가 되었고, 해군성의 요직에서 3년간 일하게 되었다.

## 대전 사이의 기간
다시 해상직으로 발령이 나서 전함 공고에서 6개월간 근무한 후, 1923년에 도요다는 런던 주재 일본 대사관에 주재무관으로 파견되었다. 이때 그는 대좌로 승진하였으며, 4년간 영국에서 근무하였다. 그때 그는 제네바 군축협상의 일본 제국 대표단의 일원으로 참가하였다. 그는 다년간의 해외 생활때문에 국내 정세에 둔감하였기 때문에, 협상에 참가한 일본 대표들과 잦은 다툼을 하였다.
1927년에 다시 일본으로 돌아와서 순양함 아부쿠마의 함장을 거쳐 이후 전함 야마시로의 함장이 되었다. 도요다는 다시 런던 해군 군축협상에 일본 제국 대표로 파견되었다. 협상이 타결된 직후, 도요다는 일본으로 돌아와 소장으로 승진하였다.
1931년에 도요다는 요코스카 진수부(해군기지)의 사령관이 되었고, 이후 해군성내 요직인 군무국장에 임명되었으나, 불분명한 이유로 6개월만에 해임되었다. 아마도 당시 해군참모총장인 후시미노미야 히로야스에 대해 실언을 했기 때문이라고 추측되고 있다.
도요다는 해상 포술 병과의 장교였으나, 이후 항공병과로 전속되었다. 또한 1932년 11월 히로카이 군공창 (항공기 제작공장)으로 발령이 났다. 이것은 포술을 중시하는 일본 해군의 사정상 일종의 좌천이었다. 그러나 도요다는 다시 재기를 노리며 항공기 제작 공정을 개선하는 등의 노력을 하였다.
1935년 11월에 도요다는 해군중장으로 승진되었고, 항공본부로 발령났다. 1936년에는 구레 해군공창(조선소)의 공창장이 되었고, 1937년 12월에는 사세보 진수부의 사령관이 되었다.
1938년 11월에 도요다는 해군 항공본부장이 되었다. 이 자리는 해군의 항공병과에서 가장 높은 자리였다.

## 정치 경력
1940년에 해군대신인 요시다 젠고가 사임하고, 오이카와 고시로(及川古志郞)가 뒤를 이었다. 해군의 반대에도 불구하고 일본 제국과 나치 독일, 이탈리아 왕국의 삼국 동맹이 맺어졌다. 도요다도 여기에 반대했지만, 1940년 12월에 그는 해군 부상(副相)으로 임명되었다.
1941년에 제2차 고노에 내각이 성립되자 도요다는 군을 떠나 상공대신에 임명되었다. 그러나 해군은 그의 사퇴신청을 받아들이지 않고 해군대장으로 승진시켜 예비역이 되었다. 해군의 고가 미네이치(古賀峯一) 대장은 그런 도요다를 "해군의 경력을 정치적 출세의 발판으로 이용했다"고 비난하였다.
3개월 후, 고노에는 지나치게 호전적인 마쓰오카 요스케(松岡洋右) 외상을 경질하기 위한 내각 해산을 위해 일시적으로 사임하였고, 다시 내각을 조직하여 1941년 6월에 후임으로 도요다를 외상으로 임명하였다. 도요다는 미국과의 관계를 호전시키기 위해 노력했고, 역시 해군제독 출신인 노무라 기치사부로(野村吉三郞)를 미국 대사로 파견하였다. 또한 나치 독일의 공격을 받고 있던 소련과 우발적 전쟁을 피하기 위해, 관동군의 훈련상황을 소련에 통고하기도 하였다. 그러나 미국과의 관계는 계속 악화되었고, 1941년 10월, 미국과의 전쟁이 불가피함을 깨달은 고노에 후미마로는 수상직을 사퇴하고 그가 중심이 된 내각은 해산하였다. 도요다도 함께 사퇴하였다.

## 전쟁 이후
도요다는 이후 산업계로 진출하여, 일본제철의 사장이 되었다. 전쟁기간 동안 정치와는 거리를 두고 제철사업에 전념하여 공정개선에 기여를 하였다. 전쟁 말기에 스즈키 간타로 내각이 성립되자, 그는 군수대신 겸 운수통신대신으로 임명되었다.
일본의 항복이 있은 이후에도 외상 재직시절 나름대로 전쟁을 피하기 위해 노력한 점이 감안되어, 그는 다른 외상들과는 달리 전범재판에 기소되지 않았다. 그는 산업계로 돌아가서 제철사업에 전념하다가 1961년에 암으로 사망하였다.
| 전임 마쓰오카 요스케 | 일본 외무대신 1941년 7월 18일 - 1941년 10월 18일 | 후임 도고 시게노리 |